# Фару (аеропорт)
Міжнародний аеропорт «Фару» (порт. Aeroporto Internacional de Faro (IATA: FAO, ICAO: LPFR)) — аеропорт, розташований за 6,5 км на південний захід від міста Фару (Алгарве), є другим найбільшим міжнародним аеропортом у Португалії після Лісабона. Аеропорт належить державному підприємству «ANA», функціонує з 11 червня 1965 року і має одну злітно-посадкову смугу довжиною 2610 м. У зв'язку з постійним зростанням кількості пасажирів, яка 2007 року сягнула 5,5 млн, аеропорт було суттєво модернізовано і розширено, головним чином завдяки збільшенню кількості представництв дешевих авіаліній.

## Авіалінії та напрямки
| Авіакомпанія                  | Пункт призначення |
| ----------------------------- | --- |
| Aer Lingus                    | Дублін Сезонний: Белфаст-Сіті, Корк, Шаннон |
| Aigle Azur                    | Сезонний: Париж-Орлі |
| Air Transat                   | Сезонний: Торонто-Пірсон |
| British Airways               | Лондон-Гатвік Сезонний: Лондон-Сіті, Лондон-Хітроу, Лондон-Станстед |
| Brussels Airlines             | Сезонний: Брюссель |
| Corendon Airlines             | Брюссель |
| Corendon Dutch Airlines       | Сезонний: Амстердам, Маастрихт/Аахен |
| easyJet                       | Белфаст, Берлін-Шенефельд, Бордо, Бристоль, Глазго, Лілль, Ліверпуль, Лондон-Гатвік, Лондон-Лутон, Лондон-Саутенд, Ліон, Манчестер, Мілан–Мальпенса, Ньюкасл, Ніцца, Париж-Шарль де Голль, Париж-Орлі, Тулуза Сезонний: Берлін-Тегель, Неаполь |
| easyJet Switzerland           | Сезонний: Базель-Мюлуз-Фрайбург, Женева |
| Edelweiss Air                 | Сезонний: Цюрих |
| Eurowings                     | Кельн/Бонн, Мюнхен, Штутгарт, Відень Сезонний: Гамбург |
| Flybe                         | Кардіфф Сезонний: Донкастер-Шеффілд, Ексетер, Саутгемптон |
| Germania Flug                 | Сезонний: Цюрих |
| Iberia Regional               | Сезонний: Мадрид |
| Jet Time                      | Сезонний: Гельсінкі |
| Jet2.com                      | Бірмінгем, Східний Мідландс, Лідс-Бредфорд, Лондон-Станстед, Манчестер Сезонний: Белфаст, Единбург, Глазго, Ньюкасл |
| Laudamotion                   | Сезонний: Дюссельдорф |
| Lufthansa                     | Франкфурт, Мюнхен |
| Luxair                        | Люксембург Сезонний чартер: Дублін |
| Norwegian Air Shuttle         | Берген, Біллунн (з 11 травня 2019), Стокгольм-Арланда Сезонний: Копенгаген, Лондон-Гатвік, Осло-Гардермуен |
| Ryanair                       | Париж-Бове, Берлін-Тегель (з 1 квітня 2019), Бірмінгем, Борнмут, Бристоль, Брюссель-Шарлеруа, Корк, Дублін, Східний Мідландс, Единбург, Ейндговен, Франкфурт, Франкфурт-Хан (завершення 30 березня 2019), Гамбург, Лідс-Бредфорд, Ліверпуль, Лондон-Лутон, Лондон-Станстед, Лондон-Саутенд (з 3 квітня 2019), Манчестер, Марсель, Меммінгем, Ньюкасл, Корнуолл, Порту, Глазго-Прествік, Веце Сезонний: Абердин, Белфаст, Мілан-Бергамо, Берлін-Шенефельд, Бремен, Кардіфф, Кельн/Бонн, Керрі, Нок, Шаннон, Варшава–Модлін, Вроцлав |
| Scandinavian Airlines         | Орхус (з 6 квітня 2019), Копенгаген, Гетеборг (з 6 квітня 2019) Стокгольм-Арланда Сезонний: Осло-Гардермуен (з 9 серпня 2019) |
| SkyUp                         | Сезонний: Київ-Жуляни (з 1 червня 2019) |
| Smartwings                    | Сезонний: Лілль, Прага |
| Swiss International Air Lines | Сезонний: Женева (з 22 червня 2019) |
| TAP Air Portugal              | Лісабон |
| Thomas Cook Airlines          | Сезонний: Бірмінгем, Бристоль, Манчестер |
| Transavia                     | Амстердам, Ейндговен, Гронінген, Роттердам/Гаага |
| Transavia France              | Париж-Орлі, Ліон, Нант |
| TUI Airways                   | Сезонний: Бірмінгем, Бристоль, Кардіфф, Донкастер-Шеффілд, Східний Мідландс, Ексетер, Лондон-Гатвік, Лондон-Лутон, Лондон-Станстед, Манчестер Сезонний чартер: Дублін |
| TUI fly Belgium               | Сезонний: Брюссель, Остенде-Брюгге, Париж-Шарль де Голль |
| TUI fly Deutschland           | Сезонний: Дюссельдорф, Франкфурт, Ганновер, Мюнхен, Штутгарт |
| TUI fly Netherlands           | Амстердам |
| Volotea                       | Сезонний: Бордо, Марсель, Нант, Верона |
| Vueling                       | Сезонний: Барселона |
| Wizz Air                      | Сезонний: Будапешт, Катовіце |

## Галерея зображень

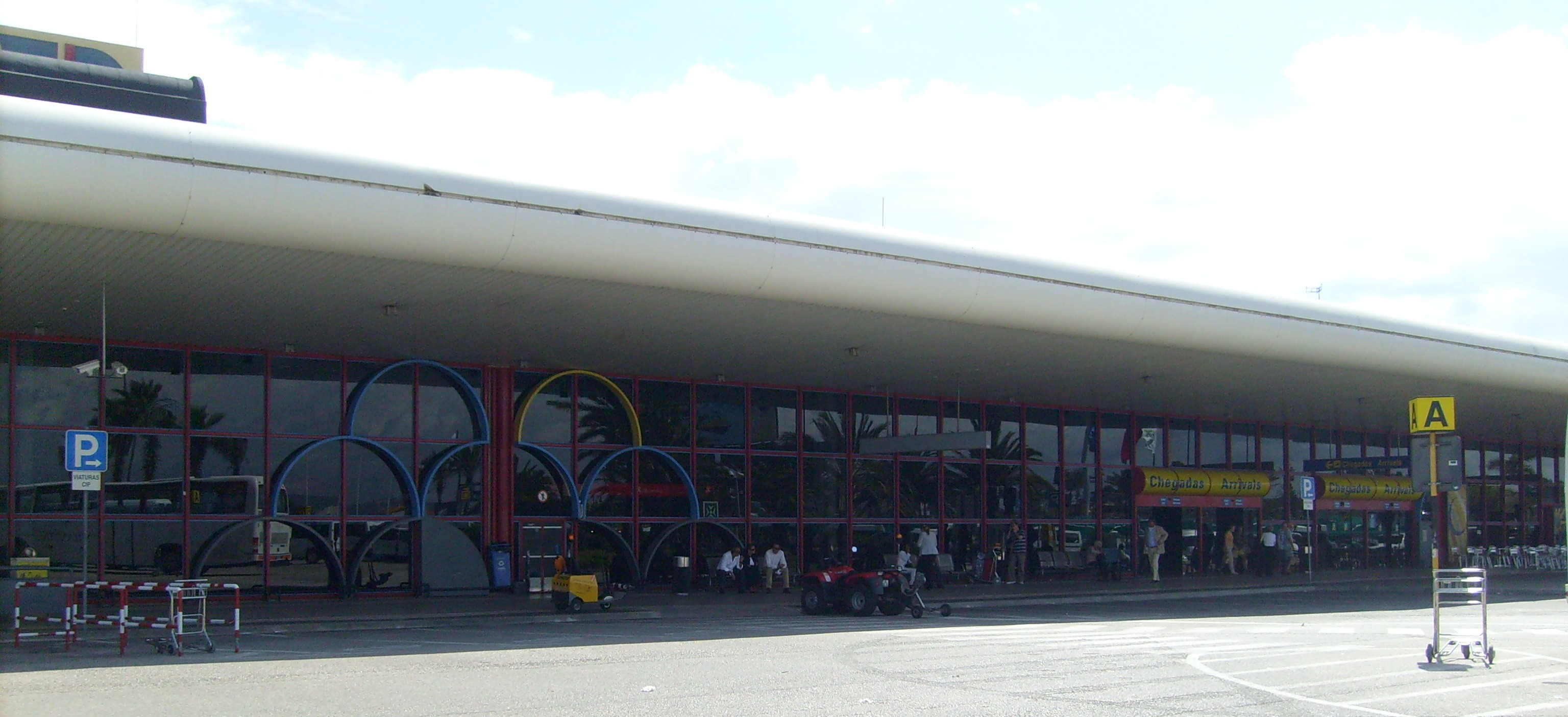
Зовнішній вигляд аеропорту
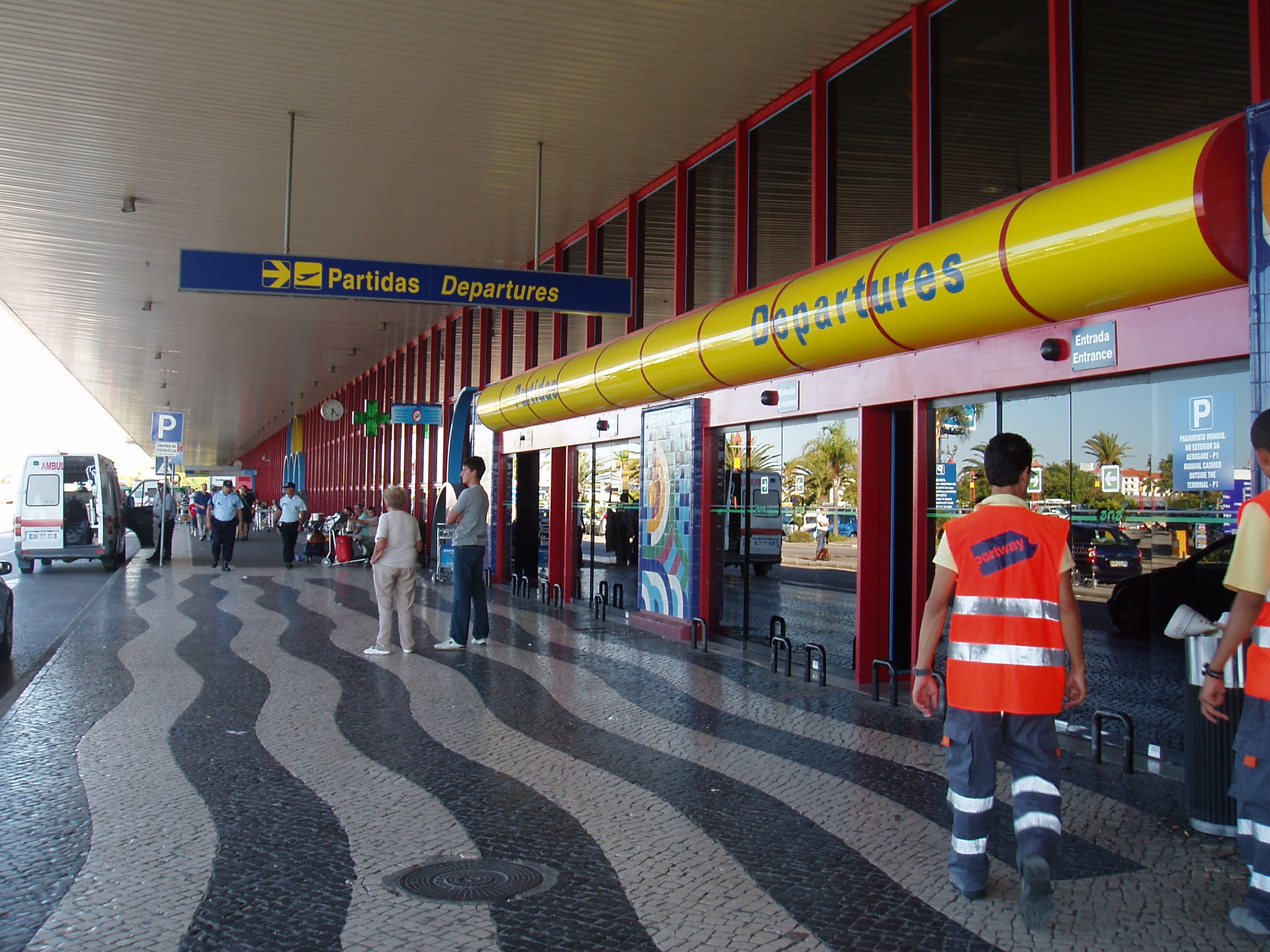
Вхід до терміналу відправлень
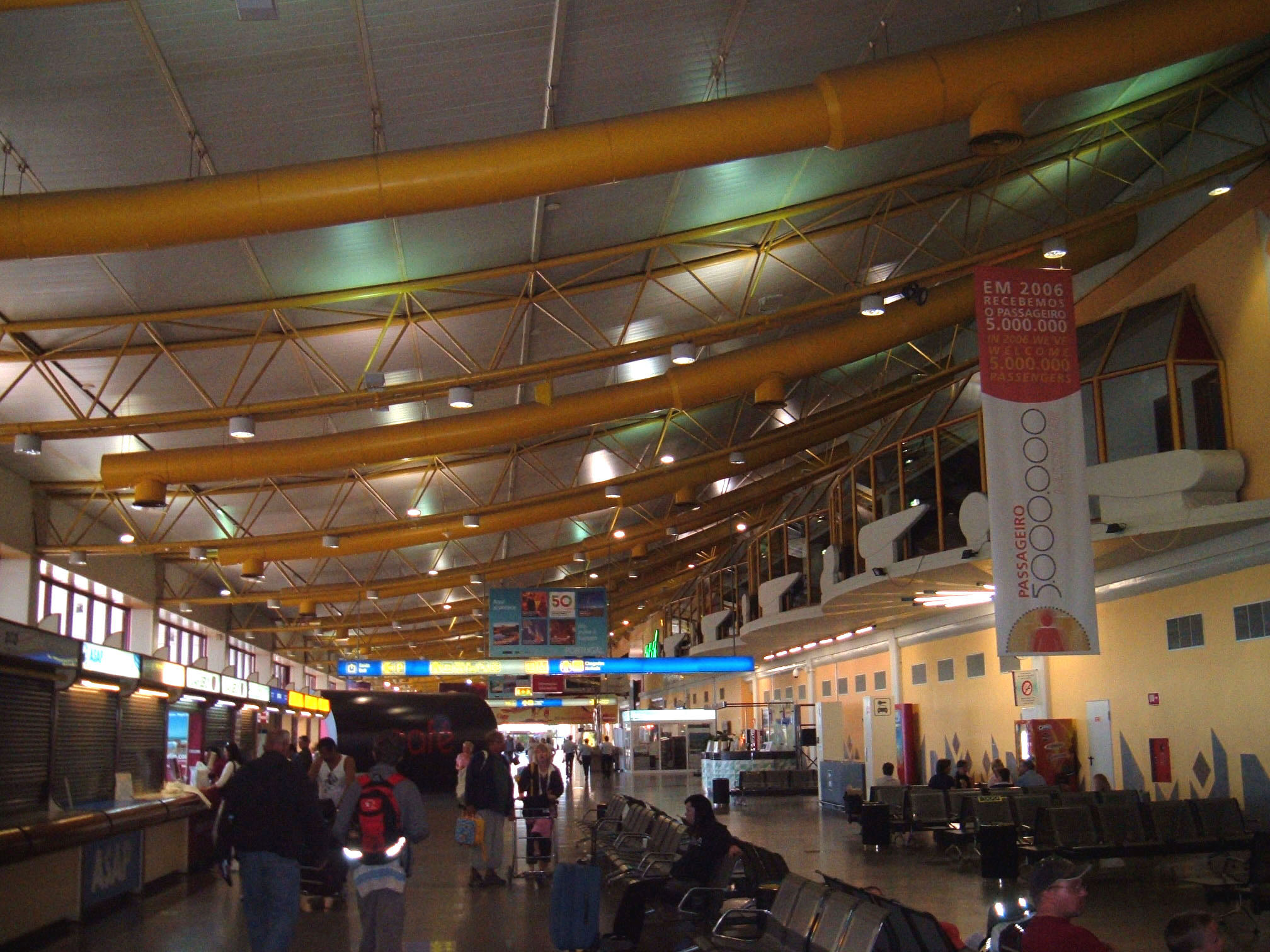
Інтеріор аеропорту
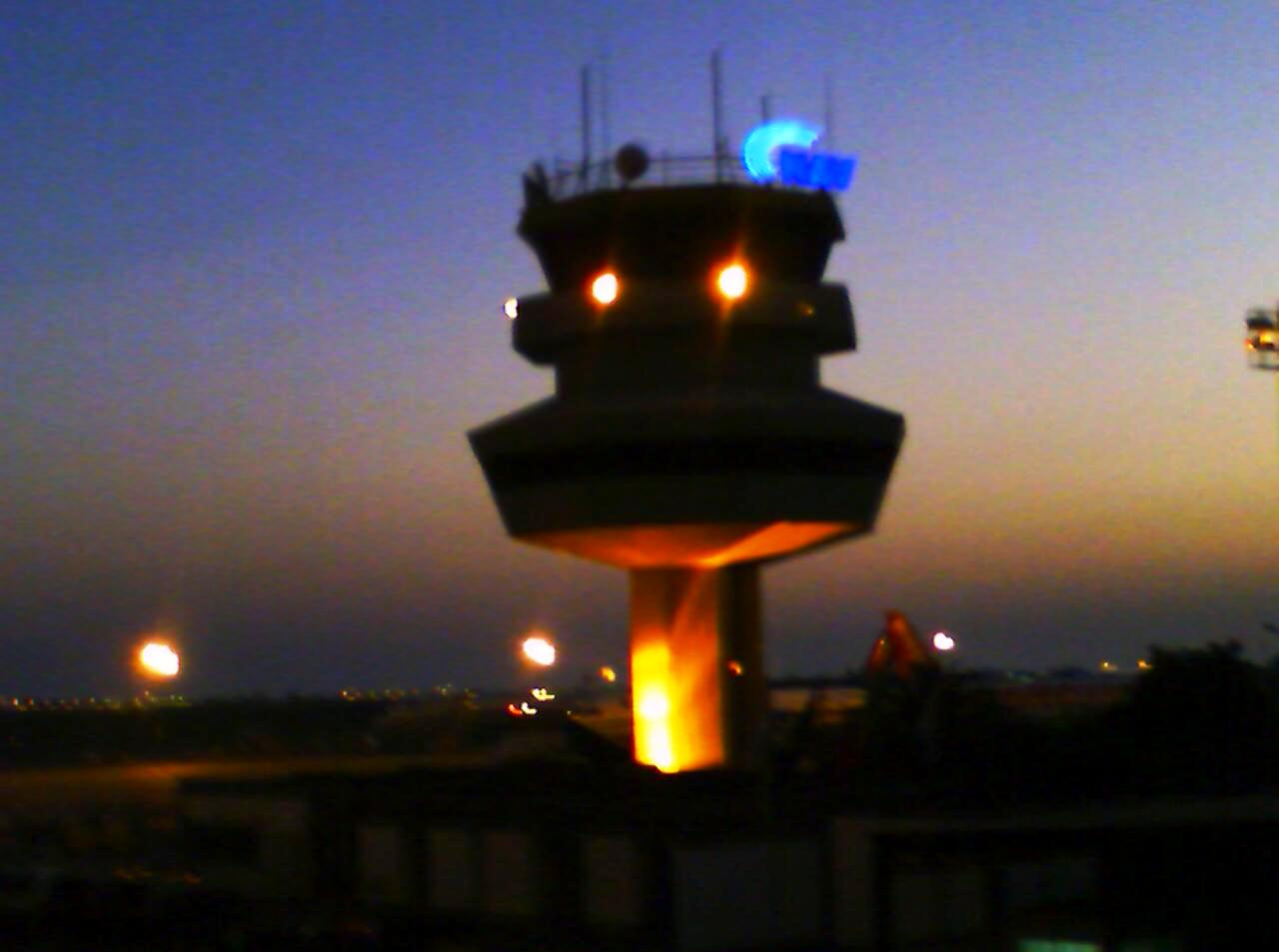
Навігаційна вежа аеропорту